# Medalla Naval del Servei General 1915-62
La Medalla Naval del Servei General 1915-62 (anglès: Naval General Service Medal 1915-62) és una condecoració britànica, creada per Jordi V el 6 d'agost de 1915. Pel servei en campanyes menors de la Royal Navy o els Reials Marines, que d'altra manera no tindrien una medalla de servei específica (excepte a Àfrica o Índia, per les quals hi ha la medalla de servei apropiada). Era equivalent a la Medalla del Servei General (1918) i a la Medalla del Servei General a l'Índia 1936-39. Va quedar derogada (juntament amb la Medalla del Servei General (1918)) amb l'establiment de la Medalla del Servei General 1962.
Es van crear 14 barres, i la medalla no es pot lluir sense barra.

## Disseny
Una medalla en plata de 36mm de diàmetre. A l'anvers apareix l'efígie del monarca sobirà (Jordi V, Jordi VIi Elisabet II).
Al revers apareix Britànnia armada amb un trident sobre un carro estirat per 2 cavalls de mar.
El galó és vermell amb 3 franges blanques.

## Barres
- PERSIAN GULF 1909-14 – per operacions contra pirates i esclavistes.
- IRAZ 1919-20 – pel servei fluvial durant la revolta aràbiga.
- N.W. PERSIA 1920 – pel servei a la Missió Naval.
- PALESTINE 1936-39 – pel servei durant els "problemes"
- S.E. ASIA 1945-6 - per les operacions a Java, Sumatra i la Indoxina francesa.
- MINESWEEPING 1945-51 - per 6 mesos de neteja de mines a zones específiques.
- PALESTINE 1945-48 – pel servei durant els "problemes greus"
- YANGTZE 1949 - per l'atac del HMS Amethyst i altres vaixells per forces xineses comunistes.
- BOMB AND MINE CLEARANCE 1945-53 – per operacions a zones específiques.
- BOMB AND MINE CLEARANCE MEDITERRANEAN
- CYPRUS – per les operacions d'Eoka, 1955-59.
- NEAR EAST – per les operacions al Canal de Suez, 1956.
- ARABIAN PENINSULAR - 1957-60.
- BRUNEI – pel servei a Brunei, Borneo i Sarawak, al desembre de 1962.